# پرتوانگشت
پرتوانگشت(نام علمی: Radiodactylus) نام یک سرده از راسته پتروسور است.